# هارتموت سورمان
هارتموت سورمان (بالإنجليزية: Hartmut Surmann)‏ (من مواليد عام 1963 في دولمن، ألمانيا) وهو عالم روبوتات، وأستاذ الأنظمة المستقلة في الجامعة التطبيقية في غيلسنكيرشن، وباحث في معهد تحليل المعلومات في جمعية فراونهوفر (IAIS). اهتماماته البحثية الأساسية هي الروبوتات المتنقلة المستقلة والذكاء الحسابي.
حصل على العديد من الجوائز، على سبيل المثال، جائزة FUZZ-IEEE / IFES'95 للذكاء الآلي، وجائزة NC2001 لأفضل عرض، وجائزة SSRR 2005 لأفضل ورقة. كما حصل على الدكتوراه لأطروحته في معاهد منظمة العفو الدولية الألمانية في عام 1996. فاز روبوته KURT3D بالمركز الثاني في في بطولة العالم للروبوتات في لشبونة عام 2004. وهو يقود فريق الإنقاذ الدولي أثناء انهيار الأرشيف التاريخي للمدينة من كولونيا في مارس 2009.

## سيرته الذاتيه

### تعليمه
حصل سورمان على دبلومه في علوم الكمبيوتر ودرجة الدكتوراه في الهندسة الكهربائية من جامعة دورتموند للتكنولوجيا، ألمانيا في عامي 1989 و 1995، على التوالي.

## وصلات خارجية
- Hartmut Surmann's IAIS homepage.
- Hartmut Surmann's homepage.